# Hölle (Flurname)
Hölle ist ein verbreiteter Flurname für enge oder wilde Gegenden, wie Schluchten oder Steilhänge. Verbreitete Varianten sind Hell- bis hin zu Hohl- oder Hal-.

## Wortherkunft
Das Wort steht zum einen wohl zu einer allgemeingermanischen Wurzel *hel, *hal „verbergen“, wie sie noch im Wort verhehlen lebt. Insbesondere für Engtäler ist eine verwandte Bedeutung Hölle „der schmale Raum zwischen Ofen und Wand“ im Sinne „Spalt, eingeschnittene Öffnung“. Das Verbreitungsgebiet ist oberdeutsch bis hin zu altenglisch.
Zu dieser Wurzel „verborgen“ gehören auch die Begriffe Hölle im christlichen Sinne und Hel, die germanische Unterwelt; eine Umdeutung im mythologischen Sinne ist aber bei den Toponymika ebenso sekundär wie beim selteneren Himmel „hoch gelegene, offene Flur“.
Eine zweite Ableitung steht vermutlich gebietsweise zu mittelhochdeutsch helde „Halde, Hang“, niederländisch hellen „neigen“, also offenere Geländeformen. Mit Bezug auf den Hang, vergleichbar mit dem englischen „Hill“ wird Hölle auch als Name oder Namensbestandteil zahlreicher Weinanbau-Einzellagen im deutschen Sprachraum verwendet. Beispiele für zweiteres sind Gutenhölle, Hahnhölle, Höllenberg, Höllenbrand, Höllenpfad, Höllenweg, Katzenhölle, Langhölle, Mainhölle, Muckerhölle, Ritterhölle, Schlosshölle, Schönhölle, Vor der Hölle, Würzhölle oder Linzer Rheinhölle. Der Name kann hier aber auch auf klimatisch heiße Bedingungen hinweisen.
Eine andere mögliche Ableitung ist aber in Zusammenhang mit hell „licht, klar; schallend“ zu sehen, und dann sogar konträr zur ersten Deutung. Daneben sind lokal insbesondere für Hel-/Hol- zahlreich schwerer abzuleitende Umbildungen zu anderen Wortwurzeln möglich.

## Beispiele
- Hölle, Höll, In der Höll[e]
- Hölltal, Höllkogel